# Vitarka
Vitarka (devanāgarī : वितर्क ; pāli : vitakka) est un terme sanskrit qui signifie pensée conceptuelle, prise-ferme ou encore réflexion, conjecture, doute.

## Hindouisme

### Sāṃkhya Yoga
Dans les Yoga Sūtra de Patañjali, vitarka est l'un des quatre états du saṃprajñāta samādhi consécutifs à la pratique constante (abhyāsa) des huit membres (aṅga) du Yoga.

## Bouddhisme
Comme facteur de dhyāna en méditation bouddhique, il s'agit de l'application initiale de l'attention (prélude à un maintien continu de l'attention, vicara) : le mental est capable de repérer toute distraction et de revenir à l'objet de l'attention (tel que la respiration dans la technique anapanasati).